# 造船

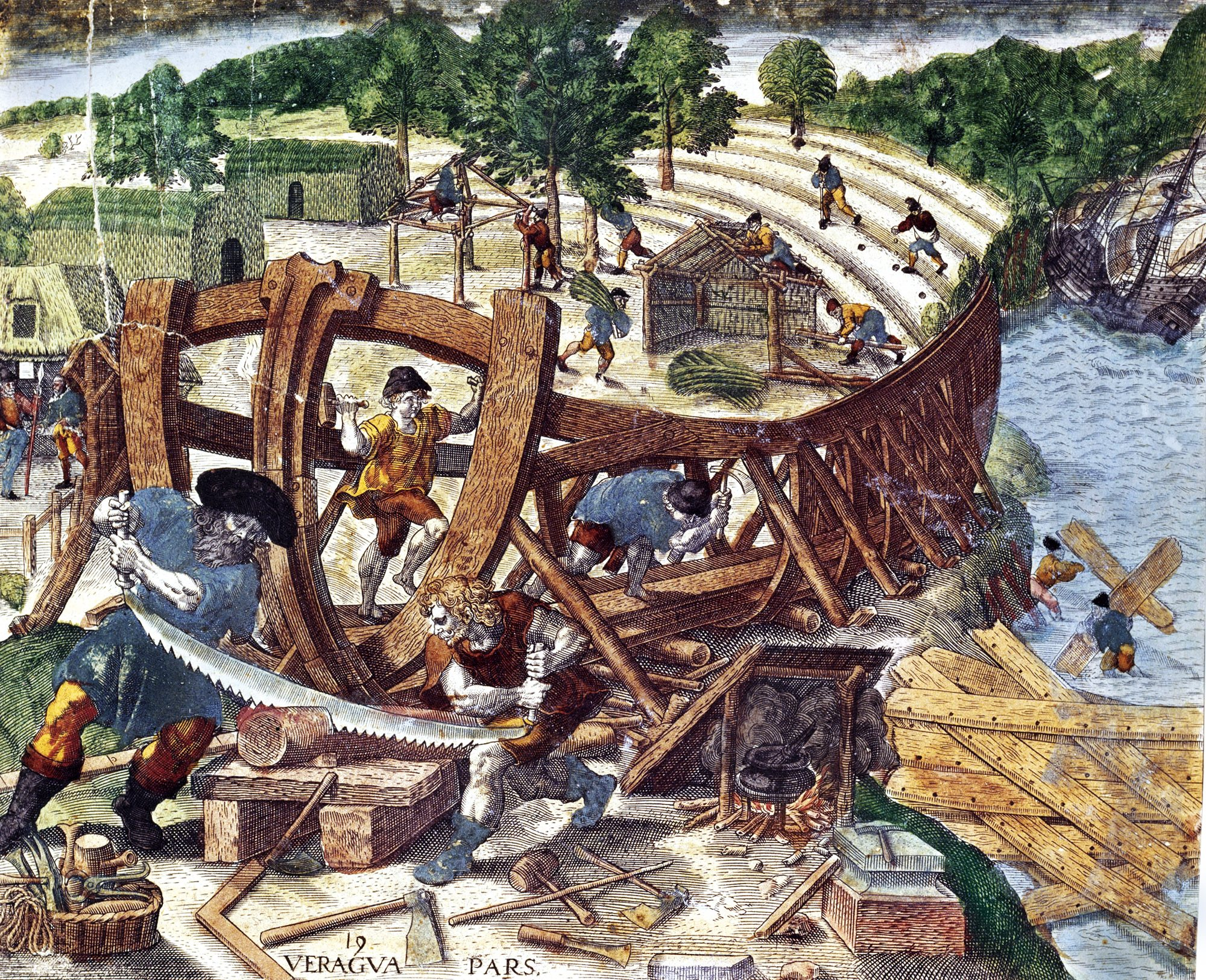
造船

造船泛指建造或改装各类船舶的重工业活动，一般是在一種專業設施造船廠裡的船排或船塢中進行。造船本身應用的科技十分廣泛，從船身到引擎的使用，造船技術可以分為幾大類，包含船體（或稱載台，此部份以基本設計及結構設計為主，依材質可再細分為鋼船、鋁合金船、玻璃纖維船、水泥船、木船、皮革船、塑膠管筏等）、上层结构、艤裝（如電子設備、航儀、家具、主機以外其他設備等）、輪機（船用热燃发动机，如蒸氣渦輪機、燃氣渦輪機、柴油引擎、核子反應爐等）及電機。
造船工程是在有記錄的歷史之前的一種專門職業。建造船隻和船隻修理是商務和軍事的混合工業，泛指為「海事界」，故英文為naval architecture，而不是shipbuilding engineering。拆船工業是將船隻拆毀的工業，也是一門專業學問，大部份的船隻廢料皆可循環再用（泛指鋼鐵船隻），甚至也有沉船打撈回收的。

## 歷史
有考古學證據表示，人類大概至少於6萬年前已經學會造船，利用小船從東南亞由海到達了新幾內亞，當時是在冰河時期期間，海洋較淺且海島之間距離更短。（參見巴布亞紐幾內亞歷史）
对古埃及的考古发现，公元前3000年左右，古代埃及人已经知道如何将木板组装成大的船体。
中國在六朝時船艦已能進行遠洋航行。《太平御覽》卷七百六十九引《南州异物志》記述中國在六朝時期的造船技術：“外域人名船曰舶，大者長二十餘丈，高去水三二丈，望之如閣道，載六七百人，物出萬斛。”《荆州記》亦載：“湘州七郡，大盤艑之所出，皆受萬斛。”

## 现代造船业
现在，韩国
、中国、日本占据了全球造船业的绝大部分。
| 全球造船业排名（2015） |                |                  |                  |                |
| 排名                   | 国家           | 造船总吨位（千） | 造船总吨位（千） | 新订单市场份额 |
| 1                      | 中华人民共和国 | 25,160           | 38%              | 35%            |
| 2                      |                | 23,270           | 35%              | 21%            |
| 3                      | 日本           | 13,005           | 20%              | 27%            |
| 4                      | 其他國總合     | 5,000            | 7%               | 17%            |

台灣船舶產業以船舶噸位數統計，排名世界第11名，佔有噸位比率百分之2.62；以交船數量統計，台灣在2016年排名世界第5，佔有率百分之0.7；台灣製造的遊艇市佔率排在世界第7名。